# Williamsville (Missouri)
Williamsville is een plaats (city) in de Amerikaanse staat Missouri, en valt bestuurlijk gezien onder Wayne County.

## Demografie
Bij de volkstelling in 2000 werd het aantal inwoners vastgesteld op 379.
In 2006 is het aantal inwoners door het United States Census Bureau geschat op 371, een daling van 8 (-2,1%).

## Geografie
Volgens het United States Census Bureau beslaat de plaats een oppervlakte van
0,8 km², geheel bestaande uit land. Williamsville ligt op ongeveer 121 m boven zeeniveau.

## Plaatsen in de nabije omgeving
De onderstaande figuur toont nabijgelegen plaatsen in een straal van 28 km rond Williamsville.